# Campeonato Mundial das Nações Emergentes da IHF de 2023
O Campeonato Mundial das Nações Emergentes da IHF de 2023 organizado pela IHF, foi a quarta edição da competição, e foi disputado na Bulgária, na cidade de Varna, de 25 a 30 de abril de 2023.
Doze seleções nacionais disputaram o torneio, sendo sete da Europa, duas das Américas, uma da Ásia, uma da África e uma da Oceânia.
Cuba conquistou seu primeiro campeonato ao derrotar o Chipre na final por 28 a 18.

## Equipes
- África (CAHB)[3]
  -  Nigéria
- Ásia (AHF)
  -  Índia
- Oceânia (OCHFB)
  -  Austrália
- América do Norte, Central e o Caribe (NACHC)
  -  Cuba
  -  Guatemala
- Europa (EHF)
  -  Andorra
  -  Azerbaijão
  -  Bulgária
  -  Chipre
  -  Malta
  -  Moldávia
  -  Reino Unido

## Árbitros
| Árbitros           | Árbitros                             |
| ------------------ | ------------------------------------ |
| Bulgária           | Georgi Doychinov Yulian Goretsov     |
| Croácia            | Ante Mikelic Petar Paradina          |
| Kuwait             | Maali Nawaf Alenezi Dalal Alnaseem   |
| Luxemburgo         | Philippe Linster Alain Rauchs        |
| Macedônia do Norte | Danielo Bozhinovski Viktor Nachevski |
| Omã                | Khamis Al-Wahibi Omer Al-Shahi       |
| Uruguai            | German Araujo Nicolas Perdomo        |
| Uzbequistão        | Khasan Ismoilov Khusan Ismoilov      |

## Fase preliminar

### Grupo A
| Time    | P | V | E | D | GP | GC | SG | Pts. |
| ------- | - | - | - | - | -- | -- | -- | ---- |
| Índia   | 2 | 2 | 0 | 0 | 59 | 54 | +5 | 4    |
| Andorra | 2 | 1 | 0 | 1 | 52 | 53 | -1 | 2    |
| Malta   | 2 | 0 | 0 | 2 | 58 | 62 | -4 | 0    |

| 25 de abril |       |         |
| Malta       | 27–29 | Andorra |
| 26 de abril |       |         |
| Andorra     | 23–26 | Índia   |
| 27 de abril |       |         |
| Índia       | 33–31 | Malta   |

### Grupo B
| Time      | P | V | E | D | GP | GC | SG | Pts. |
| --------- | - | - | - | - | -- | -- | -- | ---- |
| Chipre    | 2 | 2 | 0 | 0 | 59 | 52 | +7 | 4    |
| Austrália | 2 | 1 | 0 | 1 | 46 | 46 | 0  | 2    |
| Moldávia  | 2 | 0 | 0 | 2 | 53 | 60 | -7 | 0    |

| 25 de abril |       |           |
| Chipre      | 35–31 | Moldávia  |
| 26 de abril |       |           |
| Moldávia    | 22–25 | Austrália |
| 27 de abril |       |           |
| Austrália   | 21–24 | Chipre    |

### Grupo C
| Time        | P | V | E | D | GP | GC | SG  | Pts. |
| ----------- | - | - | - | - | -- | -- | --- | ---- |
| Cuba        | 2 | 2 | 0 | 0 | 59 | 45 | +14 | 4    |
| Reino Unido | 2 | 1 | 0 | 1 | 56 | 49 | +7  | 2    |
| Guatemala   | 2 | 0 | 0 | 2 | 34 | 55 | -21 | 0    |

| 25 de abril |       |             |
| Reino Unido | 28–32 | Cuba        |
| 26 de abril |       |             |
| Cuba        | 27–17 | Guatemala   |
| 27 de abril |       |             |
| Guatemala   | 17–28 | Reino Unido |

### Grupo D
| Time       | P | V | E | D | GP | GC | SG  | Pts. |
| ---------- | - | - | - | - | -- | -- | --- | ---- |
| Bulgária   | 2 | 2 | 0 | 0 | 53 | 38 | +15 | 4    |
| Nigéria    | 2 | 1 | 0 | 1 | 54 | 40 | +14 | 2    |
| Azerbaijão | 2 | 0 | 0 | 2 | 36 | 65 | -29 | 0    |

| 25 de abril |       |          |
| Azerbaijão  | 19–30 | Bulgária |
| 26 de abril |       |          |
| Bulgária    | 23–19 | Nigéria  |
| 27 de abril |       |          |
| Azerbaijão  | 17–35 | Nigéria  |

### Semifinais
| 29 de abril |       |       |
| Bulgária    | 29–36 | Cuba  |
| 29 de abril |       |       |
| Chipre      | 42–37 | Índia |

### Classificação 5º-12º lugares

#### 11º-12º lugar
| 30 de abril |       |            |
| Malta       | 31–20 | Azerbaijão |

#### 9º-10º lugar
| 30 de abril |       |          |
| Guatemala   | 14–21 | Moldávia |

#### 7º-8º lugar
| 30 de abril |       |         |
| Andorra     | 14–36 | Nigéria |

#### 5º-6º lugar
| 30 de abril |       |           |
| Reino Unido | 34–22 | Austrália |

### Disputa pelo bronze
| 30 de abril |       |       |
| Bulgária    | 47–18 | Índia |

### Final
| 16 de junho |       |        |
| Cuba        | 28–18 | Chipre |

## Classificação final
|    | Cuba        |
|    | Chipre      |
|    | Bulgária    |
| 4  | Índia       |
| 5  | Reino Unido |
| 6  | Austrália   |
| 7  | Nigéria     |
| 8  | Andorra     |
| 9  | Moldávia    |
| 10 | Guatemala   |
| 11 | Malta       |
| 12 | Azerbaijão  |

### Time das Estrelas
| Posição          | Jogador                 |
| ---------------- | ----------------------- |
| Goleiro          | Craig McClelland        |
| Ponta esquerda   | Sumit                   |
| Lateral esquerdo | Mihael Ivanov           |
| Armador Central  | Alexandros Charalambous |
| Lateral direito  | Sebastian Edgar         |
| Ponta direita    | Georgios Kritikos       |
| Pivô             | Karl Warrener           |
| Defensor         | Lidier Martínez         |
| MVP              | Hanser Rodríguez        |

| Campeonato Mundial das Nações Emergentes de 2023 |
| Campeão                                          |
| ------------------------------------------------ |
| Cuba 1º Título                                   |